# 祭原伊太郎
祭原 伊太郎（さいはら いたろう、旧姓・大和谷、1853年6月16日〈嘉永6年5月10日〉 - 没年不明）は、大阪の商人（洋酒缶詰食料品商）、資産家。祭原商店代表。大阪洋酒缶詰同業組合長。族籍は大阪府平民。

## 人物
奈良県磯城郡今里村（のち川東村、現田原本町）出身。大和谷熊吉の長男。1874年9月、祭原元助の養子となり1878年10月、分家して一家を創立する。南久太郎町の加賀屋文助のもとで頭角を現し、後に独立して心斎橋筋に店を開いた。洋酒缶詰食料品問屋。住所は大坂東区安土町四丁目。独立後も文助のところへ毎月一日と十五日の二度挨拶に訪れ、その死後も変わらず未亡人きぬのもとを訪れ続けた。

## 家族・親族
- 養父・元助[2][4]
- 妻・さく（1862年 - ?、大阪、原田又兵衛の長女）[2][4]
- 長男・邦太郎（1892年 - ?、祭原商店社長、洋酒食料品商）[7][8]
  - 同妻・サタ[3][8]あるいはサダ[4]（1897年 - ?、京都、飯田忠三郎の二女）[4]。長男・正士、長女・美保子、二女・喜美子[8]。
- 長女・ちよ（1882年 - ?、夫は源治郎）[7]
- 養子・源治郎（1874年 - ?、祭原商店取締役）[7] - 山口県・徳賀榮蔵の二男[7]。1904年、分家する[7]。趣味は園芸[7]。宗教は真宗[7]。住所は兵庫県武庫郡住吉村千歳通[7]。
- 庶子女[4]
- 三女・かめ（祭原商店取締役・祭原彌三郎の妻）[7]
- 四女・ツヤ[3]